# Grabovica (Dvor)
Grabovica is een plaats in de gemeente Dvor in de Kroatische provincie Sisak-Moslavina. De plaats telt 43 inwoners (2001).